# Classe San Giorgio (nave da sbarco)
La classe San Giorgio della Marina Militare, detta anche classe Santi (dato che le unità che la compongono hanno i nomi di santi), è costituita da due navi da guerra anfibia di tipo Landing Platform Dock (LPD) : il San Giorgio ed il San Marco. Alle prime due si aggiunge successivamente una terza nave (con progetto simile ma diverso), che però fa classe a sé, il San Giusto. Queste unità sono specializzate in operazioni da sbarco che hanno sostituito quelle della classe Grado andate in disarmo alla fine degli anni 1980. Sono inserite nella Forza di Proiezione dal Mare, la componente anfibia delle Forze Armate italiane.
A partire dal 2024, la nuova LHD "Trieste " affianca in flotta le tre unità che saranno sostituite da altrettante LHD, programmate ma non ancora finanziate.
Nel 2011 la Marina Algerina ha ordinato un esemplare migliorato di tale unità, classificato Bâtiment de Débarquement et de Soutien Logistique e designato in campo internazionale ufficiosamente come San Giorgio Improved; la nave è stata consegnata il 4 settembre 2014 ed è entrata in servizio il 28 marzo 2015 col nome di Kalaat Béni Abbès (474).
Nel 2016 la Marina qatariota ha ordinato un esemplare migliorato, varato nei cantieri di Palermo il 24 gennaio 2023, e denominato "Al Fulk".

## Caratteristiche
Le navi della classe San Giorgio, rispetto alle Grado che erano esclusivamente unità da sbarco, rappresentano un concetto nuovo, potendo usufruire di un appoggio elicotteristico proprio. Le unità hanno ponte continuo e isola laterale e sembrano una sorta di portaerei tipo Garibaldi o Tarawa, ma sono troppo piccole per essere davvero usate in tale modo, dato che sul ponte di volo possono operare al massimo quattro elicotteri. Queste navi sono classificate LPD, termine adottato dalla U.S. Navy per indicare quelle unità, che possiedono sia le capacità di una AKA (Attack Cargo Ship), dedicata al trasporto di materiali, sia quelle di una LSD (Landing Ship Dock), dotata di bacino allagabile, per permettere l'imbarco diretto di veicoli e truppe sui mezzi di trasporto; nella Marina Militare esse sono classificate “nave da trasporto e sbarco”, con il compito di svolgere operazioni d'imbarco, trasporto e sbarco di truppe, materiali e mezzi tra due porti, ma anche tra un porto e zone sprovviste di approdi o con attrezzature portuali non utilizzabili. Le specifiche della Marina Militare prevedono inoltre la possibilità d'intervento in caso di calamità naturali, per operazioni di soccorso ed assistenza, sia in patria che all'estero, e l'adozione di un sistema di bonifica della superficie del mare in caso di gravi episodi d'inquinamento, oltre alla possibilità d'imbarcare gli Allievi Ufficiali dell'Accademia Navale per le crociere d'istruzione estive.
Le unità di questa classe sono simili a grossi traghetti o navi commerciali, hanno un armamento leggero e una buona flessibilità operativa, ma sono prive di hangar e conseguentemente possono imbarcare un numero ristretto di elicotteri, da parcheggiare in coperta, non essendo disponibile un'aviorimessa: tale limite non permette loro di essere classificate come LHD, nonostante la presenza del ponte di volo. La parte centrale del ponte è dedicata ai mezzi da sbarco e le unità possono operare sia in punti attrezzati, sia in acque prospicienti spiagge aperte. Le navi sono dotate di un bacino allagabile poppiero di 20,5 x 7 m, da cui fare operare tre mezzi da sbarco tipo LCM, mentre altri tre mezzi minori possono essere sistemati sul ponte di coperta. La capacità di carico è 1.000 tonnellate, tra cui circa 99 m³ di carichi refrigerati, circa 300 m³ di carichi secchi e 60 tonnellate di combustibile Avio. Le navi della classe San Giorgio possono imbarcare circa 350 uomini equipaggiati della Forza da Sbarco, con oltre una trentina di mezzi vari da trasporto e combattimento APC tra VCC-1 e AAV7. Le unità dispongono inoltre di sala operatoria, ambulatorio medico, gabinetto odontoiatrico, gabinetto radiologico, sala ginecologica e sala parto.
Lo scafo è caratterizzato da un ponte continuo, tipico di portaerei e portaelicotteri, ma che in fase di costruzione non si estendeva fino a prora estrema, consentendo così la possibilità d'imbarcare, in zona prodiera, un cannone con la relativa Direzione di Tiro; il dritto di prora slanciato si raccorda nell'opera viva con un bulbo, dotato di una protuberanza in funzione esclusivamente idrodinamica; le sovrastrutture costituiscono un unico blocco, collocato a metà dello scafo in posizione laterale a dritta, dove trovano posto la plancia di comando, un unico fumaiolo ed un albero di dimensioni molto limitate per sorreggere le antenne radar e di telecomunicazioni.
Lo scafo è suddiviso in quattro zone orizzontali:
- ponte di volo e sovrastruttura, che comprende plancia di comando, locali operativi, il centro per l'assistenza alle operazioni di volo ed alloggi ufficiali;
- ponte di corridoio, adibito principalmente ad alloggi e locali di vita per l'equipaggio;
- garage, costituito da un ponte continuo che, estendendosi da poppa a prua, può essere completamente utilizzato come autorimessa;
- zona inferiore, che comprende i depositi per i liquidi, i locali per l'apparato motore ed i gruppi elettrogeni, la cambusa e le celle frigorifere, la centrale di condizionamento, gli alloggi per il personale trasportato ed il locale per l'elica di manovra prodiera.

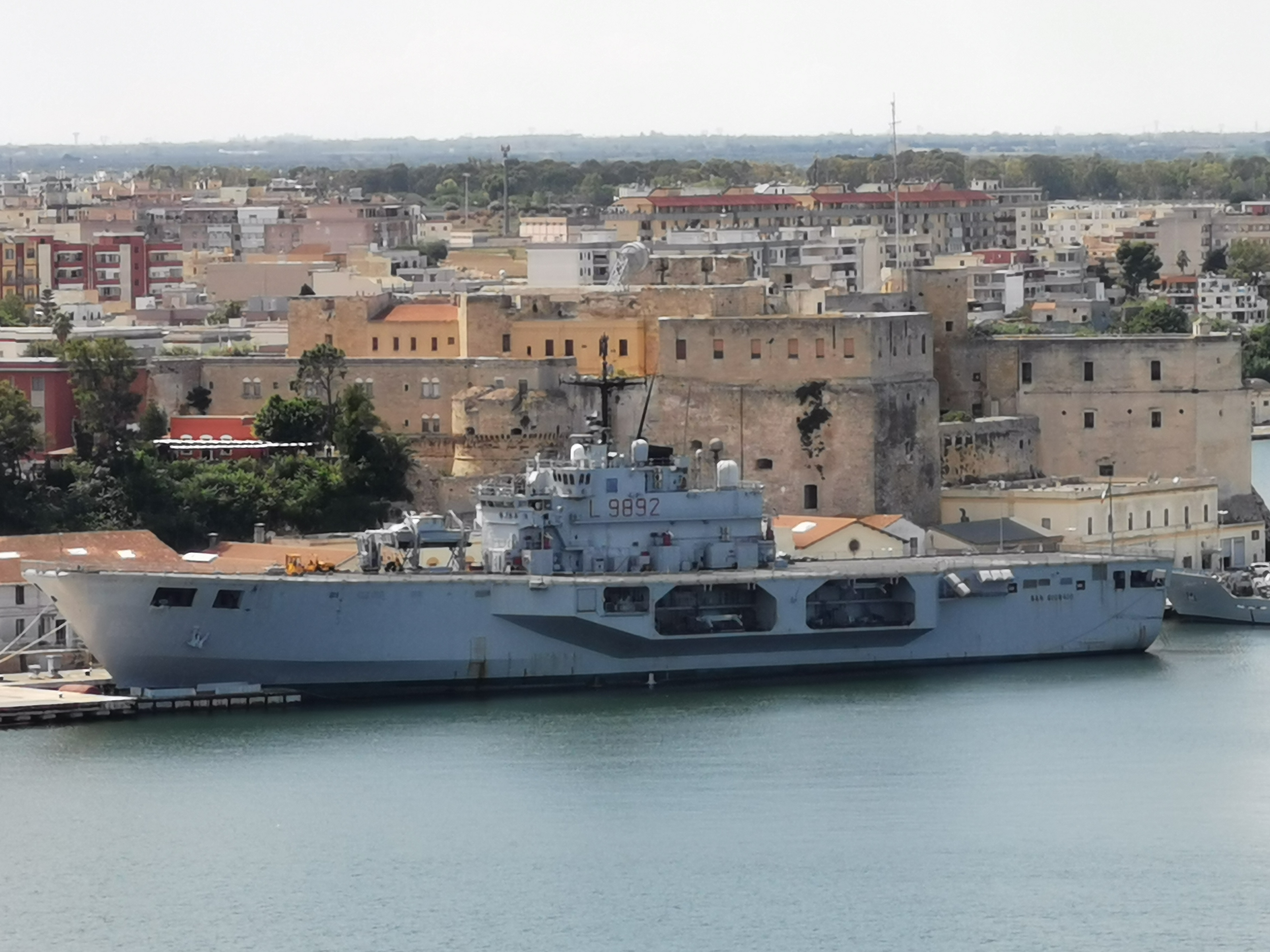
Nave San Giorgio nella configurazione originale

Il garage utilizzato per imbarco e sbarco di automezzi e cingolati, mediante l'utilizzo di rampe, utilizzando il portellone abbattibile poppiero, il portellone a scorrimento laterale, posizionato in zona prodiera sulla murata di dritta, e, precedentemente i lavori di ammodernamento attraverso il portellone sollevabile prodiero. A poppa estrema, sotto la linea di galleggiamento c'è il bacino allagabile, di dimensioni idonee per contenere un MTM lungo 18,50 m, mentre altri due MTM sono imbracati e poggiati su apposite selle sul ponte di volo all'altezza dell'isola. La soglia del bacino è sotto la linea di galleggiamento per cui il bacino può essere allagato aprendo il portellone poppiero, mentre con portellone chiuso l'allagamento è possibile mediante l'utilizzo di apposite valvole di presa a mare. Il raccordo tra il bacino ed il piano del garage, denominato "spiaggia" permette l'imbarco diretto di un automezzo o cingolato a bordo di un MTM, utilizzando il portellone abbattibile dello stesso. Nel caso non siano previste operazioni anfibie il bacino è coperto da una chiusura metallica, permettendo l'imbarco e lo sbarco dei veicoli attraverso il portellone poppiero. In posizione laterale sono sistemati i depositi di materiale e munizioni, le stazioni di condizionamento, i locali delle centraline oleodinamiche, i locali servizi, la lavanderia, la stireria, il locale nostromo e le segreterie.
Il ponte di volo, conseguentemente alla strozzatura creata tra l'isola e la collocazione dei due MTM, sistemati in coperta, poteva essere considerato suddiviso in due zone: una prodiera di circa 800 m² destinata al parcheggio ed un'altra poppiera di circa 900 m², utilizzata per il decollo e l'appontaggio degli elicotteri e dotata di luci di appontaggio e sentiero luminoso per le operazioni notturne.
A proravia dell'isola trova posto un motoscafo veloce per trasporto VIP ed una gru per la movimentazione di carichi pesanti.
Nella parte centrale il ponte di volo è presente un elevatore, che permettere il trasferimento degli automezzi tra ponte e garage.
L'armamento era composto da un cannone antiaereo OTO-Melara da 76/62 mm, due mitragliere da 20 mm Oerlikon, due lanciarazzi e un nebbiogeno Simmel.

### Apparato motore
L'apparato motore delle “San Giorgio” è costituito da due motori diesel Grandi Motori Trieste A-420.12 a dodici cilindri, per una potenza complessiva di 16.800 hp (12.353 Kw), ciascuno in grado di azionare due assi ciascuno dei quali, accoppiato a un gruppo riduttore, aziona un'elica a cinque pale a passo variabile, mentre per consentire una migliore manovrabilità in porto, viene utilizzato un propulsore elettrico ausiliario con elica prodiera. La velocità massima consentita è di 20 nodi con autonomia a 20 nodi di 4.500 miglia circa.
L'energia elettrica è assicurata da quattro gruppi GMT B 230.6 da 770 kW ciascuno (450 v, 60 hz) con Centrale Operativa di Piattaforma ed impianto di automazione comprendente telecomando e telecontrollo dei motori principali, automazione della centrale elettrica e controllo delle misure e degli allarmi.

### Elettronica
La dotazione elettronica era composta da radar di scoperta di superficie S.M.A. MM/SPS-702, radar di navigazione GEM Elettronica MM/SPN-748, Direzione di Tiro Argo NA-10 con radar di tiro SPG-70 (RTN-10X); sistema di guerra elettronica ESM-ECM, sistema di navigazione GPS/NAVSTAR, sistema generazione di rumore NIXIE; sistema lancia-chaff.

## Ammodernamenti
Tra il 1999 e il 2000 il San Giorgio e il San Marco sono stati sottoposti a lavori di ammodernamento nel corso del quale è stato sbarcato il cannone da 76mm MMI ed è stato ricavato un alloggiamento a sinistra dove sono stati ricollocati due mezzi da sbarco tipo LCVP che precedentemente venivano ospitati sullo stesso bordo del ponte di volo. Tali modifiche hanno consentito un aumento delle dimensioni del ponte di volo che ora si estende da prua a poppa e dove possono operare simultaneamente fino a quattro elicotteri. Il portellone di prua è stato eliminato, mentre gli elicotteri vengono ospitati in coperta con l'hangar delle dimensioni di 100x20,5m utilizzato solamente per i veicoli.

## Attività
Queste navi hanno, sin dalla loro entrata in servizio, la loro base a Brindisi. Al momento della loro entrata in servizio le unità sono state inquadrate nella IIIª Divisione Navale, nel 1999 in seguito al riordinamento della Marina sono state inquadrate nel COMFORAL il Comando delle Forze d'Altura a disposizione del COMFORSBARC il Comando delle Forze Anfibie di Brindisi. In seguito alla riconfigurazione dei comandi della Forza Armata le navi sono state inquadrate nel COMGRUPNAV TRE a disposizione del COMFORANF il Comando delle Forze anfibie.
Oltre alla normale attività addestrativa (una delle più importanti è stata quella di nave San Giorgio negli USA, 1992) le unità si sono anche distinte per aiuti umanitari. A partire dal dicembre 1992 il San Giorgio e il San Marco e gli uomini del Battaglione San Marco presero parte in Somalia alle missioni Ibis I e Ibis II con il 24º Gruppo Navale insieme al Vittorio Veneto al Vesuvio e al Grecale e con il 25º Gruppo Navale insieme al Garibaldi, allo Stromboli e alla fregata Scirocco. 

Nave San Marco ad Almería durante l'esercitazione Destined Glory 98

Successivamente tra l'11 gennaio e il 23 marzo 1995 con il 26º Gruppo Navale insieme al Garibaldi allo Stromboli e alla fregata Libeccio presero parte alla missione Ibis III per il ritiro del contingente di pace delle Nazioni Unite dalla Somalia.
Nell'estate 2006 la Marina Militare è stata una delle prime ad intervenire nella crisi del Libano. partecipando all'operazione Mimosa '06 e successivamente all'operazione Leonte con il San Giusto il San Marco e il San Giorgio in prima fila insieme alla fregata Aliseo al cacciatorpediniere Durand De La Penne e la portaerei Garibaldi. Le navi, hanno sbarcato, nel porto di Beirut, sotto il controllo del Reggimento San Marco, tonnellate di materiale destinato alla popolazione, cucine da campo, ambulanze, generatori per la produzione di corrente elettrica, tende pneumatiche, tonnellate di medicinali e tonnellate di generi alimentari destinati alla popolazione civile non combattente messi a disposizione dal Ministero degli Esteri, dalla Protezione Civile, dalla Croce Rossa Italiana e dal Programma Alimentare Mondiale delle Nazioni Unite.

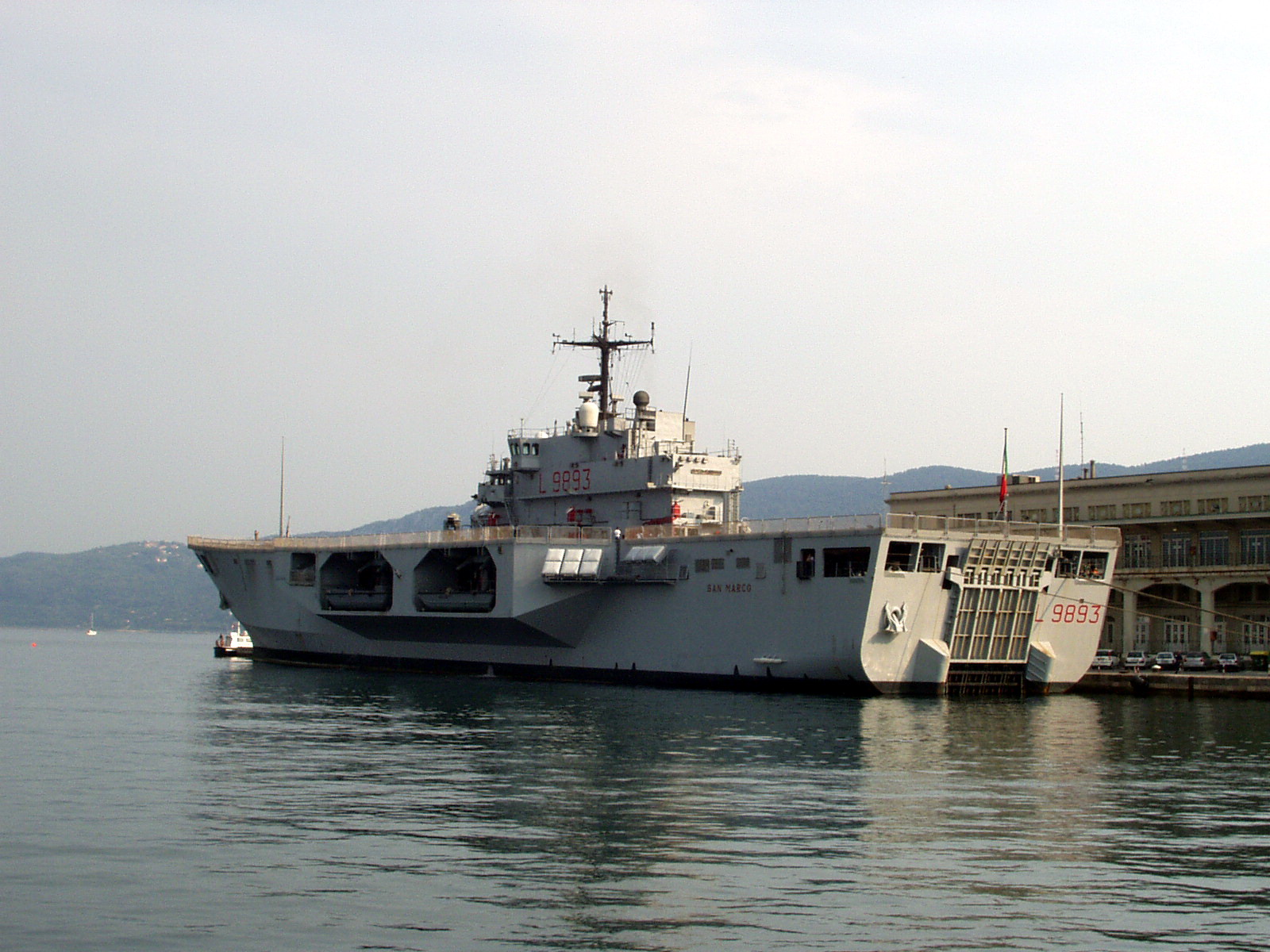
Nave San Marco a Trieste

Nel corso dell'operazione Mimosa 06 il Durand de la Penne, in esercitazione in Grecia, è stata tra le prime unità neutrali ad entrare nel porto di Beirut per l'evacuazione dei connazionali ed altri europei verso l'isola di Cipro con ben due viaggi. Successivamente è intervenuto il battaglione San Marco, con l'unità da sbarco San Giusto che ha permesso il trasporto di beni di prima necessità per la popolazione in guerra oltre all'evacuazione di altri connazionali. L'operazione Leonte è scattata a settembre, sotto l'egida dell'ONU all'interno della missione UNIFIL 2. Le navi Garibaldi, San Giusto, San Marco e San Giorgio (in pratica l'intera flotta tuttoponte), scortate dalla corvetta Fenice, hanno sbarcato sulla spiaggia di Tiro la "forza d'ingresso" (Entry Force) del contingente di pace italiano, costituita dalle truppe anfibie della nuova Forza di Proiezione dal Mare (FPM), a loro volta composta dal Reggimento San Marco della Marina Militare e dai Lagunari dell'Esercito.
Il 14 ottobre 2013 il Governo italiano ha annunciato l'intenzione di schierare dal 18 ottobre 2013 la nave San Marco, oltre a due pattugliatori e due fregate, nel mediterraneo con il ruolo di unità porta elicotteri (Tra cui gli AW 101 a lungo raggio), prima assistenza sanitaria ai naufraghi e comando e controllo per l'operazione umanitaria "Mare Nostrum". L'operazione è concepita per fronteggiare l'emergenza umanitaria che ha visto numerosi naufragi di battelli stipati di rifugiati nelle acque comprese tra Libia, Malta e l'isola di Lampedusa. Nella prima decade di ottobre questa emergenza ha portato ad una vera e propria strage con la perdita di oltre cinquecento vite umane in pochi giorni, prevalentemente africani subsahariani e siriani che tentavano di raggiungere Lampedusa per poi raggiungere i paesi dell'Europa Settentrionale.
Le navi di questa classe sono anche particolarmente versatili ed utilizzabili per operazioni di supporto alla popolazione nel contesto della difesa civile e della protezione civile. La disponibilità a bordo di dissalatori, strutture sanitarie, elisupporto, unita alle caratteristiche operative di flessibilità logistica e rapida proiettabilità, le rendono tra i mezzi migliori per il supporto delle operazioni di protezione civile.
Nel corso della più grande operazione europea di protezione civile del 2008, Sardinia 2008, la San Marco è stata scelta e configurata come mezzo principale di proiezione in teatro e supporto logistico-operativo per tutti i contingenti civili e militari internazionali coinvolti, e per il trasporto e lo sbarco rapido di tutti i loro mezzi tecnici.
Nel dicembre 2014 Nave San Giorgio ha preso parte alle operazioni di soccorso del traghetto in fiamme Norman Atlantic svolgendo un ruolo decisivo per il successo dell'operazione di salvataggio.

## Unità
| Marina Militare Classe San Giorgio | Marina Militare Classe San Giorgio | Marina Militare Classe San Giorgio | Marina Militare Classe San Giorgio | Marina Militare Classe San Giorgio | Marina Militare Classe San Giorgio | Marina Militare Classe San Giorgio | Marina Militare Classe San Giorgio |
| Nome                               | Matricola                          | cantiere                           | Impostazione                       | Varo                               | Consegna                           | Base                               | ITU                                |
| ---------------------------------- | ---------------------------------- | ---------------------------------- | ---------------------------------- | ---------------------------------- | ---------------------------------- | ---------------------------------- | ---------------------------------- |
| San Giorgio                        | L 9892                             | Riva Trigoso                       | 27 maggio 1985                     | 21 febbraio 1987                   | 13 febbraio 1988                   | Brindisi                           |                                    |
| San Marco                          | L 9893                             | Riva Trigoso                       | 26 marzo 1985                      | 10 ottobre 1987                    | 14 maggio 1988                     | Brindisi                           |                                    |

### San Giorgio (L 9892)

Varo Nave San Giorgio

Realizzato dalla Fincantieri nello stabilimento di Riva Trigoso è stato impostato il 27 maggio 1985, varato in forma ufficiale il 21 febbraio 1987, scese in mare il 25 febbraio a causa delle cattive condizioni del mare e consegnato alla Marina Militare Italiana il 13 febbraio 1988.
In precedenza due unità della Marina Italiana avevano portato il nome San Giorgio. Il primo era un incrociatore corazzato del 1908 della Classe San Giorgio che, dopo aver preso parte alla Guerra italo-turca e alla prima guerra mondiale negli anni trenta venne riammodernato e trasformato in nave scuola per gli allievi dell'Accademia Navale di Livorno. Allo scoppio della seconda guerra mondiale venne destinato al Comando Navale della Libia nella base di Tobruk dove venne autoaffondato il 21 gennaio 1941.
Successivamente nel secondo dopoguerra con questo nome fu ribattezzato l'incrociatore leggero Pompeo Magno: esso fu ricostruito come cacciatorpediniere ed entrò in servizio nel 1956. Tra il 1963 e il 1965 fu convertito in nave scuola per gli allievi dell'Accademia navale di Livorno prestando servizio fino al 1980.

### San Marco (L 9893)
Impostato presso i cantieri di Riva Trigoso il 26 marzo 1985, varato il 10 ottobre 1987 e consegnato il 14 maggio 1988; a differenza dell'unità gemella i principali compiti del San Marco riguardano operazioni di soccorso umanitario, anche per conto della Protezione Civile, per cui l'unità ha una componente ospedaliera più completa, una superiore capacità di produrre acqua potabile e la possibilità di eseguire interventi di bonifica antinquinamento tramite l'impiego di solventi biodegradabili.

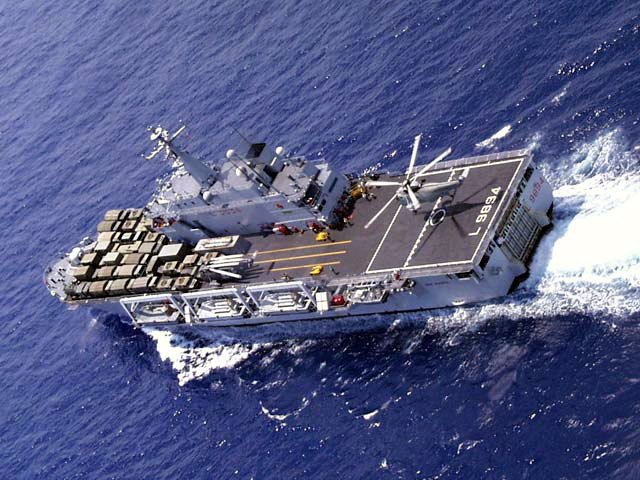
Il San Giusto nel 2005 durante l'esercitazione Sorbet Royal

## Unità derivate

### Classe San Giusto
Marina Militare
La Nave San Giusto (L 9894), è una LPD entrata in servizio nel 1994, ed è la prima e unica nave della classe San Giusto, della quale costituisce una versione migliorata e potenziata della Classe San Giorgio . Questo per le diversità costruttive e dell'armamento.
È dotata infatti di propulsori più potenti, mentre il ponte di volo è più piccolo per potere montare un cannone 76/62 super rapido.

### Classe San Giorgio "migliorata"

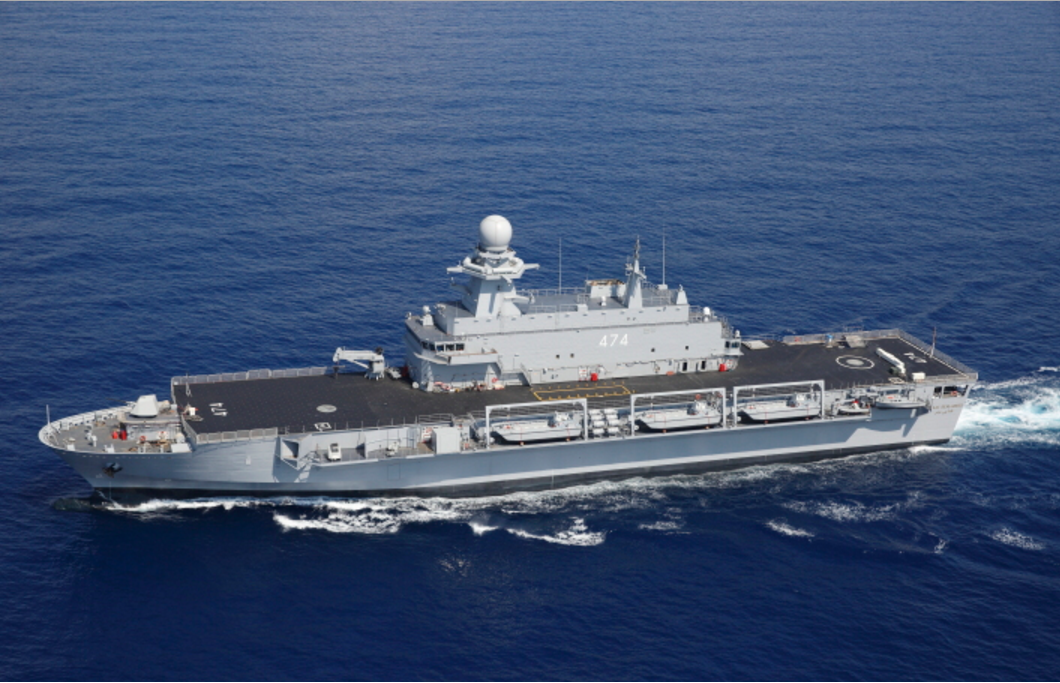
La BDSL 474 della marina algerina

Nell'agosto 2011 la Marina Algerina ha ordinato presso Orizzonte Sistemi Navali (Gruppo Fincantieri) una LPD classe San Giorgio "migliorata", rispetto alla nave San Giusto. Il taglio della prima lamiera è avvenuto a Riva Trigoso nel febbraio 2012.. 

#### Kalaat Bèni Abbés
Forces navales algériennes
Presso la Marina algerina la nave è classificata come BDSL (Bâtiment de Débarquement et de Soutien Logistique) con una seconda unità che è stata opzionata. MARINALLES, il dipartimento della Marina Militare italiana che segue gli allestimenti per la squadra navale è stato coinvolto nell'allestimento dell'unità in virtù dei programmi di assistenza e cooperazione internazionale nei quali l'Italia è impegnata. La prima BDSL è stata varata il 4 gennaio 2014, è stata consegnata il 4 settembre 2014 ed è entrata in servizio il 28 marzo 2015 col nome di Kalaat Béni Abbès (474).
Ha un maggiore dislocamento (9.000 tonnellate)
L'unità funge da ammiraglia per la Marina Algerina, è la più potente nave della flotta, e, caso unico per una unità tipo LPD, dà protezione al resto della squadra navale, visto che le fregate recentemente acquistate in Germania tipo MEKO A-200 sono dotate solo di missili di difesa di punto Umkhonto  (lancia) di produzione sudafricana.

#### Al Fulk
Al-Bahriyya al-Qatariyya
Il 18 maggio 2022, presso lo  stabilimento Fincantieri di Palermo, è stata impostata una LPD, commissionata a Fincantieri dal Ministero della Difesa del Qatar, nell’ambito del programma navale nazionale della 
marina qatariota. 
L'unità anfibia, a cui è stato dato il nome di Al Fulk (L141), è stata varata il 24 gennaio 2023. La nave ha una lunghezza di circa 143 metri, una larghezza di 21,5 e potrà ospitare a bordo circa 550 militari. È dotata di un bacino interno allagabile per  mezzi da sbarco LCM, e un ponte di volo dimensionato per l'elicottero NH90 . È dotata anche di missili balistici difensivi Sylena Mk2.
È stata consegnata al Qatar il 29 novembre 2024 dopo gli ultimi allestimenti e test presso il cantiere di Muggiano.